# 徐曰甫
徐 曰甫（ソ・ワルボ、서왈보、1886年 - 1926年5月6日）は、日本統治時代の朝鮮の独立運動家、直隷派の飛行士。別名は徐国一（徐國一、서국일）。字は友海。本貫は達城徐氏。朝鮮人として最初の軍用機パイロット。

## 生涯
1886年、平安道平壌に生まれる。徐の一族は代々成川郡に居住していたが、祖父の代より平壌に移住したという。1888年、父が逓信分掌局の通訳の仕事を得たため咸鏡道元山に移住した。日本人小学校を経て1907年、大成学校に入学。
1910年に中国へ亡命し、北京の育英学校で中国語を学ぶ。満州で柳東説と共に馬賊団を組織して独立運動のための資金を調達した。北京講武堂を卒業して直隷派の馮玉祥率いる第16混成旅の所属となる。
1920年に南苑航空教練所の3期生として入学。1923年4月、卒業。北京在留期間中に義烈団に加入した。後に政治的対立が発生すると、崔用徳や宋虎などと共に申義団を結成した。
1924年3月19日、工兵少校。同年4月、中央航空司令部第1隊飛行員。同年9月、中央臨時航空隊（隊長：蒋逵）飛行員として江浙戦争に参加。
北京政変後、徐ら直隷派の航空隊関係者は馮玉祥率いる国民軍の第3軍に接収される。1925年3月、張家口にて西北辺防督弁公署航空司令部（司令官：王乃謨、副司令：鄧建中、参謀長：慕成化）が設立され、張画一、欧陽璋、曹宝清らと参議に就任。同年8月1日、西北軍航空処処員。後に西北軍航空司令部上校参謀長。
1926年5月6日、張家口でアンサルドSVA-9を操縦中に乗機が墜落して死亡。
1990年、韓国政府から建国勲章愛国章を追贈される。

## 参考
- “徐曰甫” (韓国語).   国家報勲処. 2016年12月29日閲覧。
- “韓国初の戦闘飛行士徐曰甫小伝” (朝鮮語). 東亜日報. (2005年1月) 2016年12月29日閲覧。
- “開闢第35号 飛行將校 徐日甫君” (韓国語).   国史編纂委員会. 2018年3月13日閲覧。